# Siège d'Ostende (1601-1604)
Pour les articles homonymes, voir Siège d'Ostende.
Guerre de Quatre-Vingts Ans
Batailles
- Chronologie de la guerre de Quatre-Vingts Ans
- Valenciennes
- Austruweel
- Rheindalen
- Heiligerlee
- Jemmingen
- Jodoigne
- Brielle
- 1er Flessingue
- Malines
- Goes
- Mons
- Haarlem
- 2e Flessingue
- Borsele
- Zuiderzee
- Alkmaar
- Leyde
- Reimerswaal
- Mook
- Lillo
- Zierikzee
- 1er Anvers
- 1er Bréda
- Gembloux
- Rijmenam
- 1er Deventer
- Maastricht
- 2e Bréda
- Açores
- 2e Anvers
- 3e Anvers
- Boksum
- Zutphen
- 1er Berg-op-Zoom
- Gravelines
- 3e Bréda
- 2e Deventer
- Groningue
- Huy
- 1er Groenlo1
- 2e Groenlo
- Turnhout
- Nieuport
- Ostende
- L'Écluse
- 3e Groenlo
- Saint-Vincent
- Gibraltar
- Saint-Vincent (1621)
- 2e Berg-op-Zoom
- 4e Bréda
- 4e Groenlo
- Matanzas
- Bois-le-Duc
- Abrolhos
- Slaak
- Maastricht
- 5e Bréda
- Cabañas
- Calloo
- Les Downs
- Saint-Vincent (1641)
- Hulst
- Cavite

Le siège d'Ostende, qui a lieu du 4 juillet 1601 au 22 septembre 1604, est un épisode de la guerre de Quatre-Vingts Ans (1568-1648) entre les Provinces-Unies et la maison des Habsbourg d'Espagne, possesseur des provinces des Pays-Bas méridionaux (ou Pays-Bas espagnols), notamment le comté de Flandre où se trouve le port d'Ostende. 
C'est probablement la bataille la plus sanglante de cette guerre et l'un des plus longs sièges de l'histoire. 
Il se termine par la défaite des Provinces-Unies, obligées d'abandonner Ostende. 

## Contexte

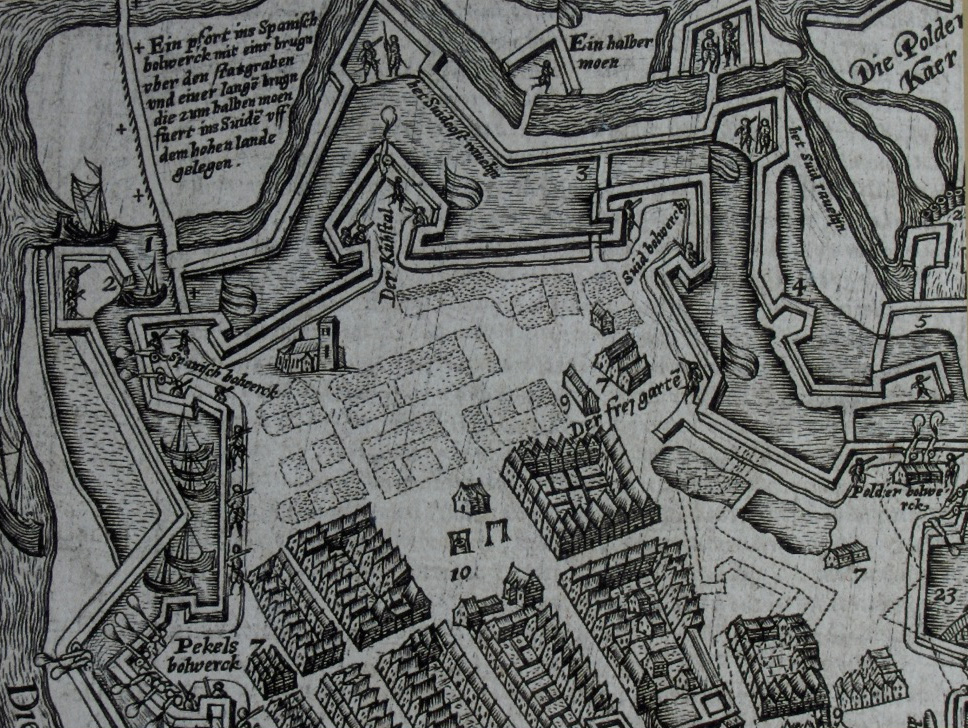
Ostende en 1601

### L'insurrection des Pays-Bas sous le règne de Philippe II
En 1555, Charles Quint (1500-1558), souverain des Dix-Sept Provinces des Pays-Bas et par ailleurs roi d'Espagne, cède les Pays-Bas à son fils Philippe (1527-1598), à qui il cède la couronne d'Espagne en 1556.
En 1566, les tensions entre les habitants des Dix-Sept Provinces et Philippe II aboutissent à la révolte des Gueux, qui devient une guerre en 1568, sous la direction de Guillaume d'Orange-Nassau. En 1579, les villes et provinces insurgées se regroupent dans l'union d'Utrecht, qui, en 1581 proclame la déchéance de Philippe II (acte de La Haye), considérée comme le point de départ d'un nouvel État, les Provinces-Unies. 
Mais la guerre continue. Le gouverneur général Alexandre Farnèse (1545-1592) réussit à reconquérir les provinces de Flandre et de Brabant jusqu'à Anvers, prise en août 1585. Les Provinces-Unies se trouvent alors réduites aux sept provinces du nord, notamment la Hollande.
En 1584, Guillaume d'Orange est assassiné par un agent espagnol. Dès 1585, son jeune fils Maurice de Nassau le remplace comme stathouder de Hollande et de Zélande. Après l'épisode Robert Dudley (1585-1587), Maurice devient commandant en chef de l'armée des Provinces-Unies. 
En 1588, l'Armada espagnole lancée contre l'Angleterre, alliée des Hollandais, est vaincue. En 1589, le calviniste Henri de Navarre devient roi de France sous le nom de Henri IV. Philippe II, qui soutient depuis 1584 ses adversaires du roi de Navarre, regroupés dans la Ligue catholique, s'implique directement dans la guerre civile qui se déroule en France. Alexandre Farnèse intervient notamment à Paris en 1590.
La pression militaire sur les Provinces-Unies diminue. Maurice de Nassau reprend alors l'offensive et s'empare des villes de Bréda (1590), de Deventer (1591), de Groningue (1594), de Groenlo (1597), malgré ses échecs de 1595 (Huy, Groenlo).
En 1598, Philippe II est contraint de signer avec Henri IV, vainqueur de la Ligue, la paix de Vervins (2 mai) et meurt quelques mois plus tard (13 septembre). Son successeur sur le trône d'Espagne est son fils Philippe III (1578-1621).

### Les Pays-Bas espagnols après la mort dePhilippeII(1598)
Depuis 1595, l'archiduc Albert d'Autriche (1559-1621) est gouverneur des Pays-Bas au nom de Philippe II.
Au moment où il signe le traité de Vervins avec la France (2 mai 1598), Philippe II décide de séparer la souveraineté sur les Pays-Bas et la couronne d'Espagne. Le 5 mai, il publie un acte de renonciation par lequel la souveraineté sur les Pays-Bas est attribuée à sa fille Isabelle (1566-1633), sur le point d'épouser Albert d'Autriche. Le mariage a lieu le lendemain. L'acte de renonciation prévoit cependant qu'en l'absence d'héritier, les Pays-Bas redeviendront possession du roi d'Espagne, c'est-à-dire le fils le plus âgé de Philippe II (ou son successeur). 
Le 13 septembre, Philippe III devient roi d'Espagne. Isabelle et Albert partent pour les Pays-Bas où ils arrivent en janvier 1599. 
Sur le plan militaire, ils sont confrontés en 1600 à une offensive des Provinces-Unies visant à mettre fin à la guerre de course basée à Dunkerque. Maurice de Nassau remporte la bataille de Nieuport (2 juillet), mais cette victoire reste sans lendemain. Albert décide alors de reprendre Ostende, seule ville du comté de Flandre sous contrôle des protestants, constituant un appui pour les offensives hollandaises, comme l'a montré la campagne de 1600.

### La situation des Provinces-Unies vers 1600
Les Provinces-Unies ont opté dans les années 1585-1590 pour une forme républicaine de gouvernement, mais la famille d'Orange-Nassau est tout de même au premier plan : Maurice de Nassau est le chef de l'exécutif, détenant les fonctions de stathouder de Hollande, de Zélande, d'Utrecht, de Groningue, de Gueldre et d'Overijssel (6 provinces sur 7) et de commandant en chef (lieutenant général). 
Le pouvoir législatif est détenu par les États provinciaux et par les États généraux, dont le porte-parole officiel, le grand-pensionnaire Johan van Oldenbarnevelt, nommé en 1586, joue un rôle important dans la conduite des affaires.
Dès les années 1590, les Provinces-Unies affirment leurs ambitions commerciales et coloniales à travers les nombreuses compagnies basées à Amsterdam, Rotterdam ou Middelbourg. L'état de guerre avec le roi d'Espagne se traduit par le blocus par les marins hollandais du port d'Anvers, auparavant le premier port d'Europe, tandis que les Espagnols s'efforcent de gêner le plus possible les navires des Provinces-Unies. 
Un pas important est franchi en 1602 avec la fondation de la Compagnie néerlandaise des Indes orientales qui, voulant s'établir dans une région dominée par les Portugais, liés à l'Espagne depuis 1580, déclenche en 1603 la guerre entre les Provinces-Unies et le Portugal (1603-1661), guerre qui est à l'origine de l'empire colonial néerlandais.

### Situation d'Ostende

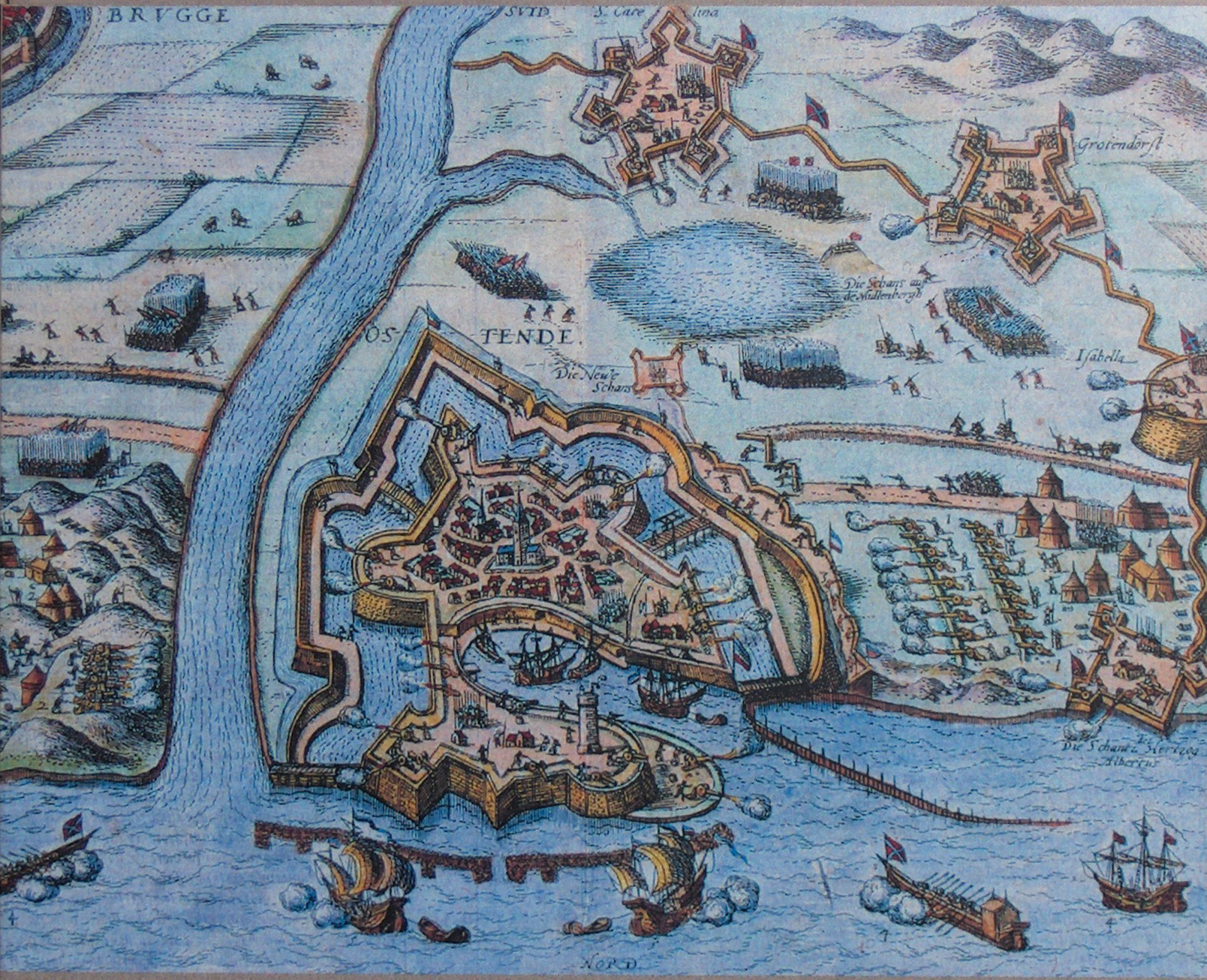
Le siège d'Ostende par les troupes espagnoles

Ostende, qui a reçu le statut de ville en 1285, compte environ 3 000 habitants seulement au milieu du XVIe siècle, dont beaucoup sont occupés par la pêche. Mais elle occupe une situation stratégique dans le comté de Flandre, le long de la mer du Nord dans la région de Bruges. 
Adhérant à la pacification de Gand (1576), puis à l'union d'Utrecht en 1579, elle échappe à la reconquête de la Flandre et du Brabant réalisée par Alexandre Farnèse de 1582 à 1585 (une tentative de siège en 1583 est abandonnée au bout de trois jours), alors que Bruxelles, Gand et Anvers sont obligées de se soumettre, après onze mois de siège pour Anvers.
De 1583 à 1590, Ostende est dotée de fortifications modernes (remparts bastionnés) par les États généraux, alors qu'elle n'avait aucune fortification du Moyen Âge, et devient un important port militaire. À partir de 1584, des raids maritimes ou terrestres ont lieu à partir d'Ostende contre les villes et campagnes environnantes. Durant les années 1590, plusieurs forts sont construits par l'armée espagnole pour empêcher ces incursions dévastatrices (Oudenburg, Plasschendaele, Snaaskerke).
Seule possession de la république des Provinces-Unies en Flandre, Ostende est utilisée en 1600 comme base pour l'offensive contre Dunkerque, qui s'achève avant terme malgré une victoire relative à Nieuport. L'armée de Maurice réussit à évacuer le comté de Flandre en s'embarquant à Ostende.
La reprise de cette ville est donc un enjeu stratégique pour les Pays-Bas espagnols. Irritées par les raids des corsaires des Provinces-Unies contre leurs flottes, les provinces fidèles à l'Espagne offrent 300 000 florins par mois pour financer le siège[pas clair].

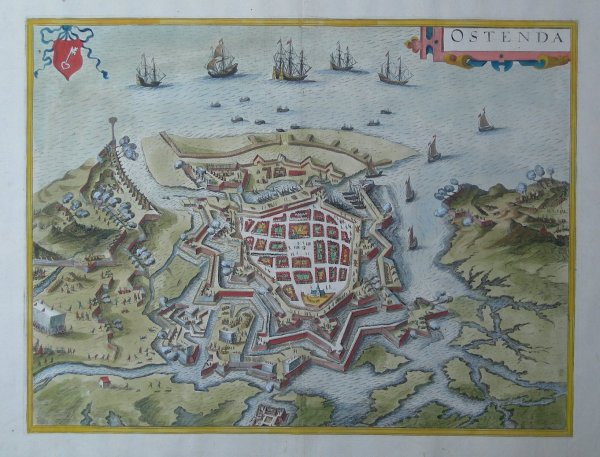
Plan d'Ostende en 1617

Occupant une superficie de moins d'un kilomètre carré, la ville est divisée en deux parties séparées par un canal. L'ensemble fortifié est protégé à l'est par le canal de Geule (nl), large, profond et navigable, qui sert d'entrée pour le commerce maritime, à l'ouest par le canal Old Haven[réf. nécessaire] qui en temps normal n'est pas navigable, mais dont le tirant d'eau peut être ajusté grâce à des écluses situées dans la ville. Au sud, se trouve un réseau de ruisseaux et de marais difficilement praticables. Au nord, l'ouverture sur la mer du Nord permet à marée haute d'amener renforts et approvisionnement.

## Les forces en présence

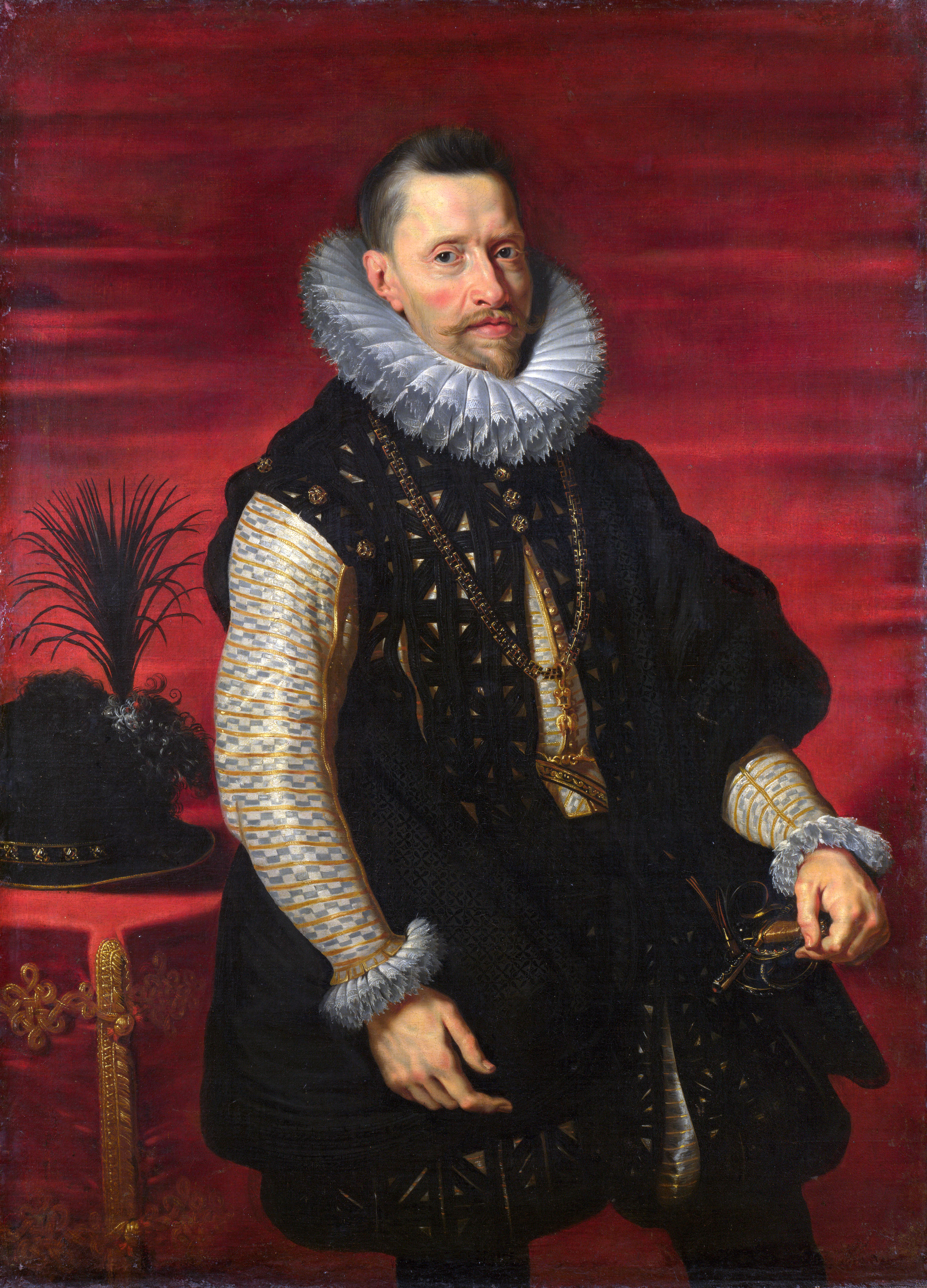
Albert d'Autriche

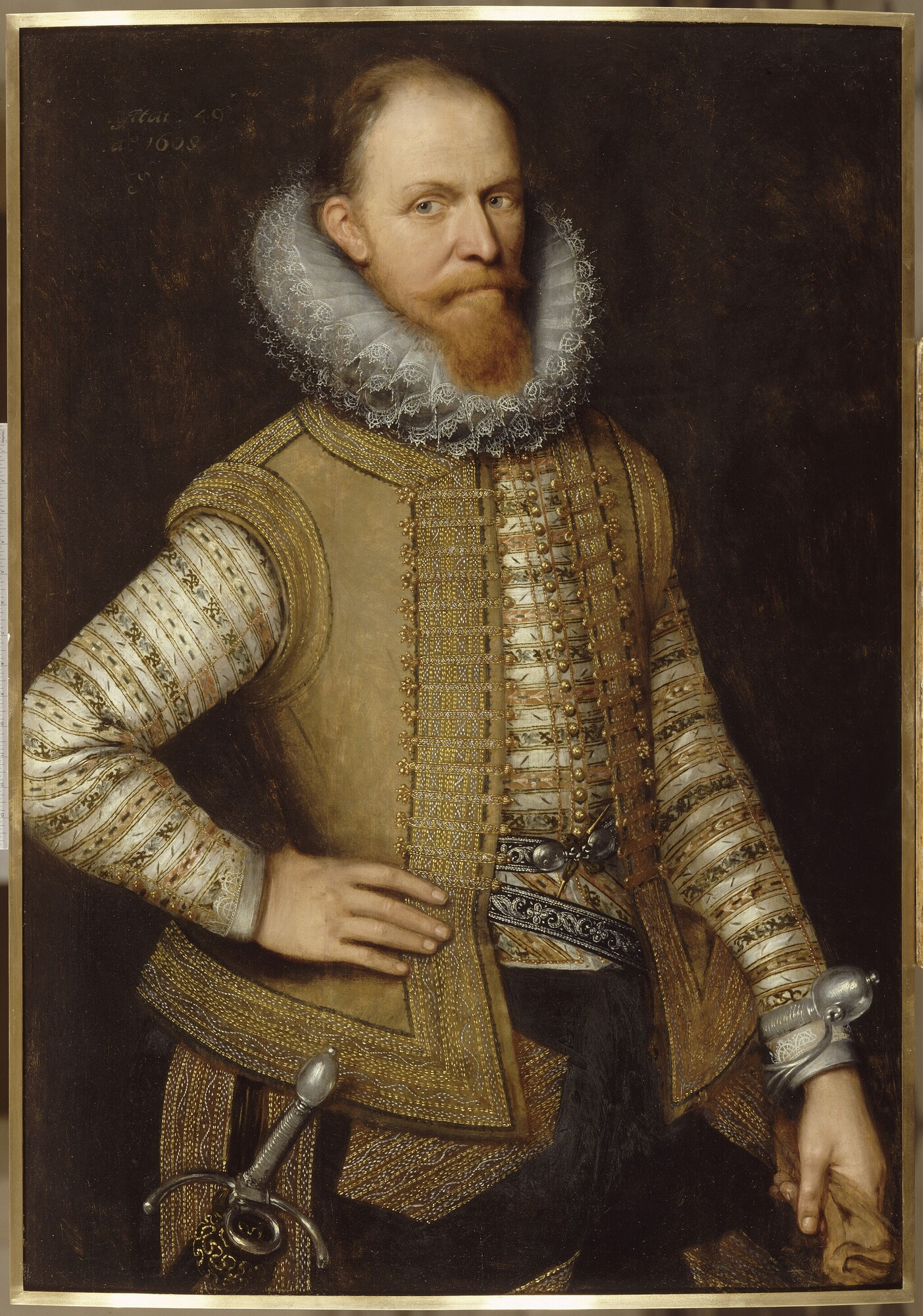
Maurice de Nassau

Malgré la présence dans les deux camps de nombreux personnels de santé, barbiers, médecins et pharmaciens, le nombre élevé de victimes après une bataille a vite dépassé les capacités du personnel médical. Face aux blessures, l'amputation est la solution la plus couramment employée. Transmise par une mauvaise hygiène, les infections et la peste provoquent plus de décès que les combats.
En plus des épées, poignards, lances, pistolets et fusils qui étaient fréquemment utilisés à l'époque, les protagonistes utilisèrent abondamment les explosifs et les grenades à main ainsi que l'artillerie, ce qui n'était pas encore d'usage courant pour l'époque.

### L'armée espagnole
Les tercios de l'Empire espagnol peuvent être considérés comme l'élite des armées de l'époque, assurant l'hégémonie militaire de l'Espagne au XVIe siècle et pendant une partie du siècle suivant. La qualité de l'organisation et une discipline stricte les rendait très efficaces. Sans tenir compte des non-combattants de l'arrière, des routards, des fonctionnaires, des hommes d'affaires et des prostituées qui accompagnaient la troupe, à certains moments de ce long siège, le nombre de soldats espagnols engagés à Ostende se situait entre 8 000 et 20 000 hommes.
Les tercios étaient composés de soldats recrutés dans tous les domaines des Habsbourg : Espagnols, Portugais, Italiens, Allemands, Wallons, Suisses, Bourguignons, ainsi que des Irlandais et Flamands fidèles à l'Espagne et des mercenaires d'origines diverses. Le pape Clément VIII, qui soutenait la cause catholique des assaillants, envoya argent et conseillers militaires. Emanuel van Meteren (en), un chroniqueur de l'époque, définit le siège comme « un pot-pourri de nationalités ». Environ 2 000 périssent noyés quand les défenseurs de la ville ouvrent les vannes pour inonder les fossés. Après l'échec de cet assaut, les soldats espagnols se mutinent pour protester contre le trop grand nombre de disparus, accusant leurs supérieurs de les amener à une mort certaine. Albert d'Autriche fait exécuter plusieurs protestataires pour réprimer l'émeute.

### La défense d'Ostende
La ville dispose de fortifications apparemment imprenables, réorganisées par Maurice de Nassau quelques années auparavant[réf. nécessaire]. 
En mer, la supériorité des Hollandais rend un blocus total impossible. Pendant toute la durée du siège, la ville continue de recevoir des renforts et des approvisionnements par voie maritime. 
Le nombre de soldats de la garnison varie de 3 000 à 8 000 hommes. Les défenseurs sont très tôt renforcées par un contingent anglais, extrait des troupes envoyées aux Pays-Bas par Élisabeth Ire pour l'armée de Maurice de Nassau, et par des compagnies venues de Berg-op-Zoom.
Ils sont aussi soutenus par le roi de France[réf. nécessaire] et par les principautés allemandes protestantes.
Le commandement de la place, qui est au départ aux mains du gouverneur Charles van der Noot, passe dès juillet 1601, conformément à une exigence de la reine Elisabeth, à l'Anglais Francis Vere, qui a combattu à Nieuport.

## Le siège

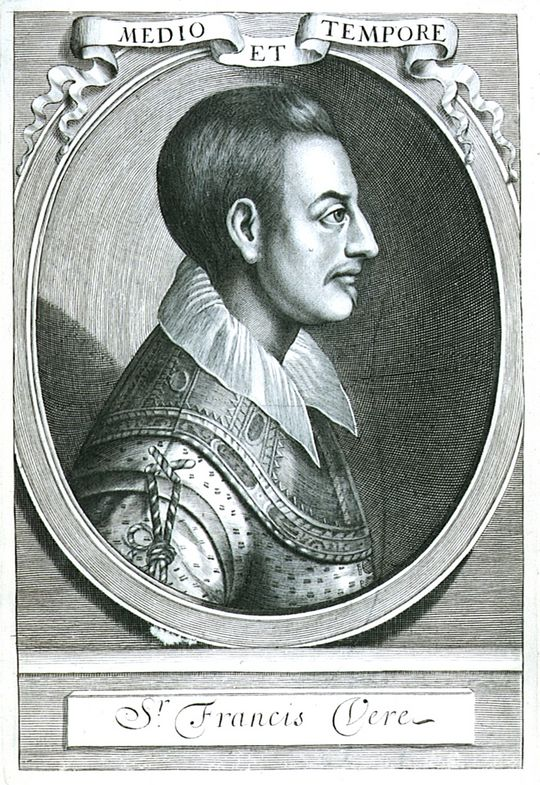
Francis Vere

### Mise en place et début
Le 5 juillet 1601, entre 12 000 et 20 000 soldats des tercios, commandés par l’archiduc Albert d'Autriche, mettent le siège devant Ostende. Les défenseurs comptent 7 000 à 8 000 hommes, parmi lesquels 2 000 Britanniques. À la mi-juillet, Sir Francis Vere, officier anglais, héros de la bataille de Nieuport, est nommé par les États généraux des Provinces-Unies pour commander la défense de la ville en remplacement du gouverneur Charles van der Noot.
Cinquante pièces d'artillerie bombardent la ville, tandis que des soldats essayent de combler les fossés. Charles-Bonaventure de Longueval, comte de Bucquoy, qui commande les forces à l'est de la ville, ordonne la construction d'une digue pour y placer des batteries d'artillerie chargées de tenir à distance les navires qui vont et viennent au nord. Ces travaux sont constamment interrompus par la montée des eaux, et de plus en plus par le feu de la ville qui continue à recevoir, par la mer, renforts et approvisionnements.
Contre l'avis des États généraux qui l'exhortent à affronter les assaillants et les expulser du champ de bataille, Maurice de Nassau, conscient qu'il serait imprudent d'affronter de face un ennemi bien supérieur en nombre, s'empare de (en) Rheinberg et de Meurs, puis assiège la ville (en) de Bois-le-Duc afin de bloquer et de détourner l'approvisionnement espagnol.

### Négociations de reddition (décembre 1601)
Le 23 décembre 1601, après cinq mois et demi de siège, dont deux mois passés sans recevoir de renforts, le nombre des défenseurs de la garnison est tombé à moins de 3 000 hommes. Sans pour autant obtenir de résultats significatifs, l'artillerie espagnole a déjà tiré plus de 163 000 projectiles contre les défenses de la ville. Informé des préparatifs d'un assaut majeur imminent, Francis Vere décide de gagner du temps en attendant les renforts. Il envoie deux de ses capitaines négocier les modalités de la reddition, dans le camp des assiégeants. Le 25, trois navires amenant un renfort de 600 hommes arrivent enfin à Ostende. Francis Vere en profite pour rompre les négociations. 

### L'assaut du 7 janvier 1602
Le 7 janvier 1602, au cours de pourparlers, des forces espagnoles sont agressées. Celles-ci répliquent par un bombardement intense qui dure toute la journée, puis au soir, profitent de la marée basse pour traverser le fossé et attaquer sur les trois côtés terrestres : au sud, à l'est et à l'ouest. Retranchés dans la ville fortifiée, les défenseurs repoussent facilement l'attaque, qui aura coûté la vie de 800 à 1 500 soldats espagnols.

### Relève de Francis Vere par Frédéric van Dorp
En mars 1602, Francis Vere est appelé à suivre les forces de Maurice de Nassau. Le colonel Frédéric van Dorp (nl) le remplace dans la défense d'Ostende. 
En juillet de la même année, Maurice de Nassau fait le siège de (en) Grave, prend la ville le 18 septembre, et poursuit sa progression dans le Brabant et le Luxembourg.

### Les frères Spinola

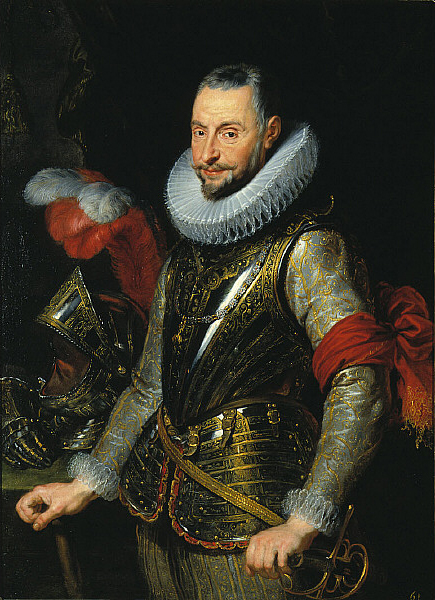
Ambrosio Spinola

Les frères Federico et Ambrogio Spinola contractent une « condotta » (contrat) avec le roi d'Espagne : reçu à la cour à Valladolid, Federico convainc Philippe III de mettre six galères à sa disposition, avec lesquelles il se rendra à L'Écluse, pour harceler les navires hollandais. Il en reçoit encore huit autres, mais en perd cinq dans des affrontements avec la flotte hollandaise. Federico lui-même sera tué dans une action contre les Hollandais le 24 mai 1603. Pour sa part, Ambrosio Spinola, engageant ses propres fonds, obtient des banquiers génois un crédit qui lui permet de recruter 8 000 hommes et de rejoindre Pedro Enríquez de Acevedo, comte de Fuentes, gouverneur de Milan, avec qui il gagne Ostende pour renforcer les troupes de l'archiduc.

### L'avènement de JacquesIer(mars 1603) et ses conséquences
En mars 1603, Jacques Ier succède à Élisabeth d'Angleterre. 
Dès la nouvelle de l'avènement du nouveau roi d'Angleterre, les deux parties se dépêchent d'envoyer des ambassadeurs : Juan de Tassis y Acuña et le duc de Frías, Juan Fernández de Velasco y Tovar, représentent l'Espagne. Johan van Oldenbarnevelt, à la tête de la délégation des Provinces-Unies, cherche à s'attirer la complicité du nouveau monarque dans le conflit qui sévit en Flandre et tout particulièrement à Ostende. Mais l'Angleterre refuse d'aider les rebelles, et le 28 août 1604, par la signature du traité de Londres, signe la paix avec l'Espagne. La mise en œuvre des dispositions du traité ne sera toutefois effective qu'après la fin du siège d'Ostende.

### La prise de commandement d'Ambrogio Spinola (octobre 1603)

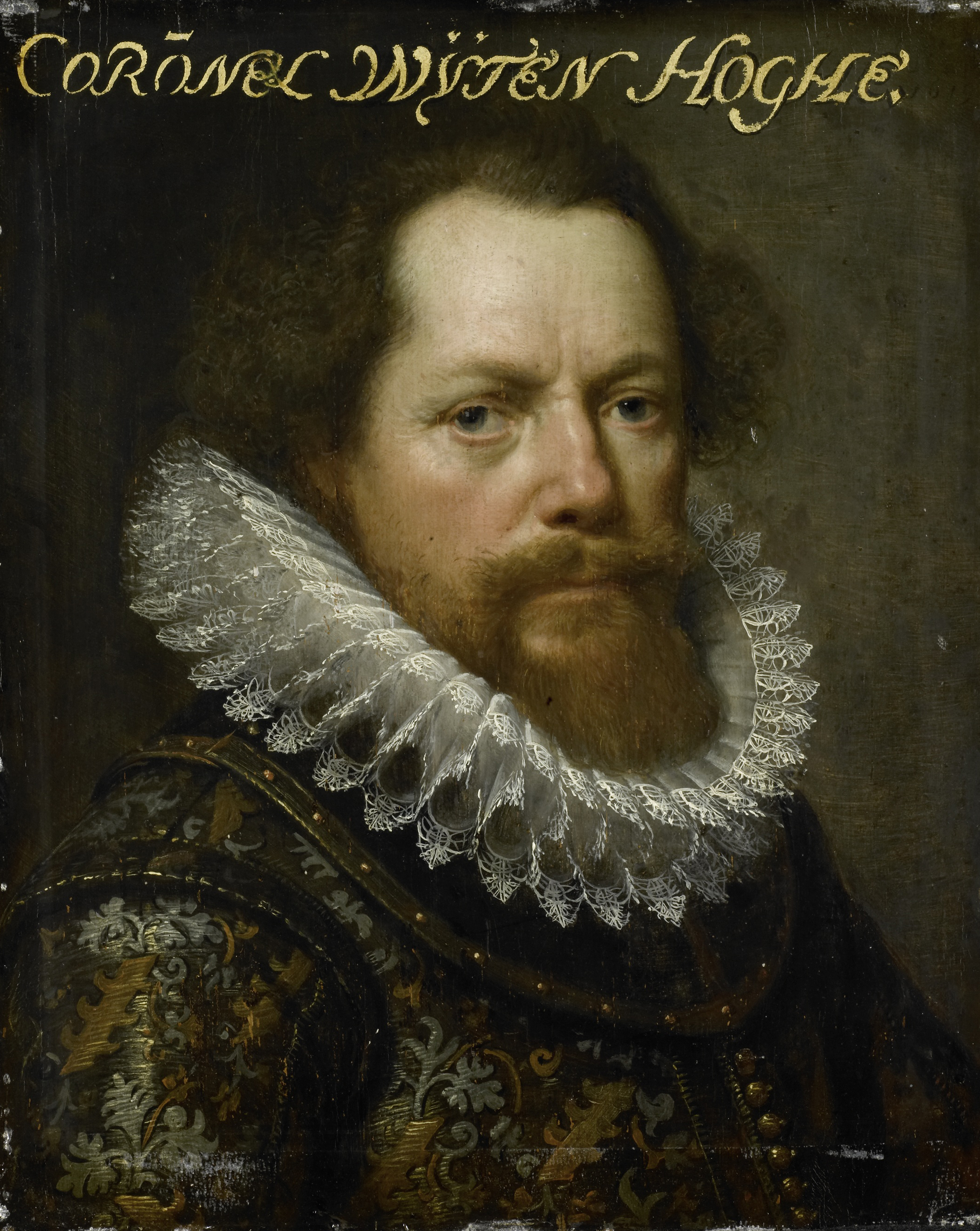
Le colonel van Utenhove, blessé lors du siège.

Après deux années de campagne, les troupes de l'archiduc n'ont fait que peu de progrès. Les tentatives pour combler l'Old Haven n'ont pas atteint le résultat escompté et malgré la digue construite par Bucquoy pour empêcher les navires d'aborder à Ostende, la ville continue de recevoir suffisamment de renforts et d'approvisionnements. Seuls les postes extérieurs ont été conquis.
En octobre 1603, Ambrogio Spinola prend le commandement général des forces espagnoles. Âgé de 34 ans, né d'une famille de la noblesse de Gênes, il n'a aucune expérience, mais sa connaissance de la théorie militaire, son implication et son charisme galvanisent les troupes. Il abandonne la construction du barrage de Bucquoy à l'Est et concentre désormais son attaque à l'Ouest et au Sud-Ouest de la ville.
À la fin de l'année 1603, Peter van Gieselles remplace Charles van der Noot comme gouverneur de la ville. De février à mars 1604, celle-ci subit de violentes tempêtes qui causent de nombreux dommages. Gieselles est tué au combat en mars. Il est remplacé par le colonel Johan van Loon, qui est victime quatre jours plus tard d'un boulet de canon. Son remplaçant temporaire, le sergent-major Jacques de Bievry, sera à son tour blessé et devra être évacué en Zélande. Jacques van der Meer, baron de Berendrecht, nommé en tant que commandant du fort, reçoit peu après un coup de fusil. Le colonel van Utenhove (nl), son remplaçant, sera lui aussi blessé au point d'être remplacé par le colonel Daniel de Hertaing, qui y laissera son bras droit et sa jambe gauche.

### Le siège de l'Écluse par Maurice de Nassau (avril 1604)
Maurice de Nassau et son cousin Guillaume-Louis, à la tête d'une armée de 11 000 à 18 000 hommes, entrent en Flandres en avril 1604, fixant le siège de la ville (en) de L'Écluse. Luis de Velasco (en), général de la cavalerie espagnole (et plus tard Spinola lui-même), accourent à son secours, mais ne peuvent empêcher Mateo Serrano, gouverneur de la ville, de demander sa reddition au mois d'août suivant.

### La reddition d'Ostende

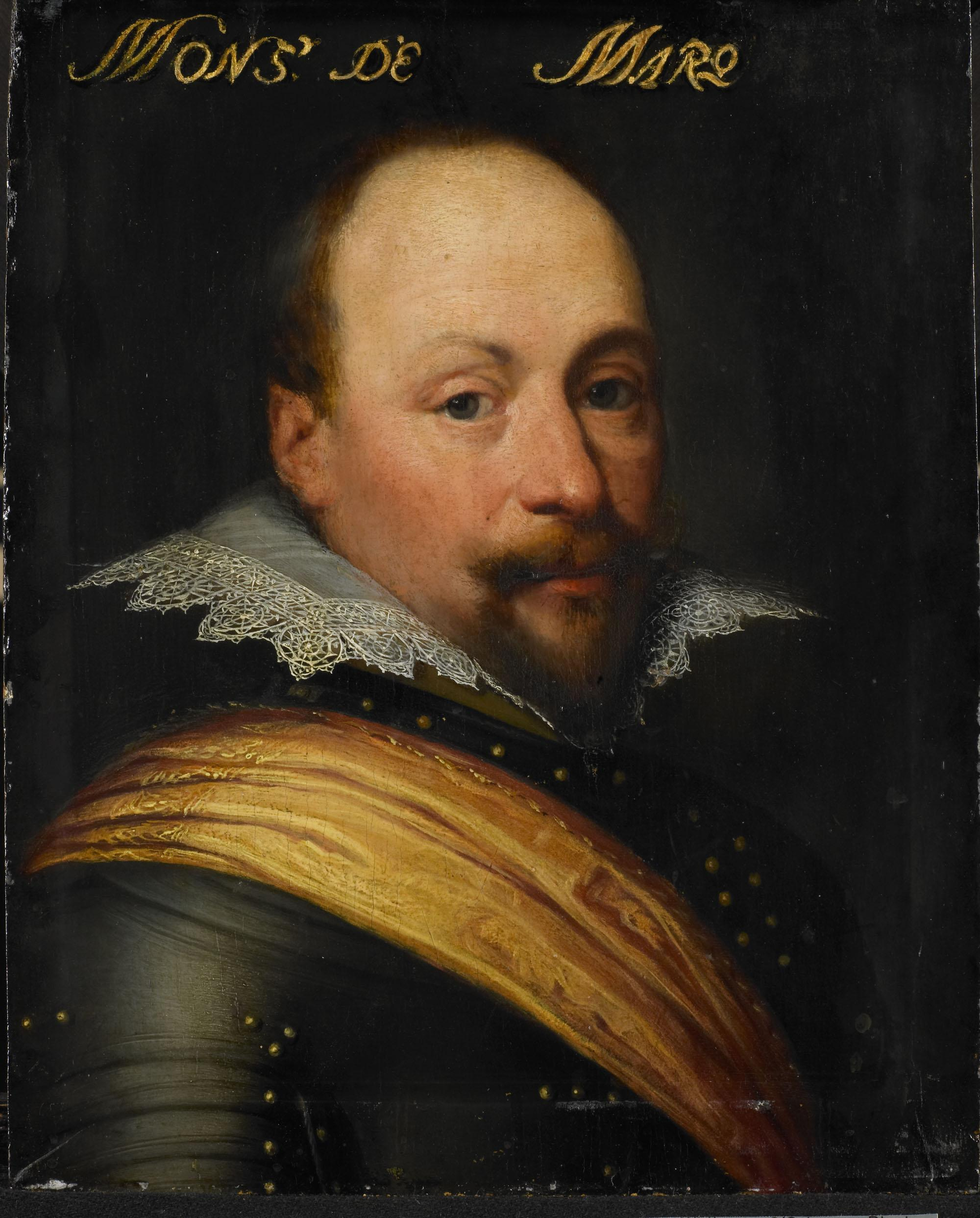
Daniel de Hertaing, dernier gouverneur d'Ostende, blessé au bras et à la jambe, signe la reddition de la main gauche

Le 2 juin 1604, les assiégeants parviennent à franchir la muraille sud de la ville, pour découvrir que pendant le siège les défenseurs ont construit une autre muraille derrière la première. Barricadés chacun de leur côté sur leur muraille respective, Espagnols et Hollandais se font face et les combats redoublent d'intensité.
Le 20 septembre, le gouverneur d'Ostende, Daniel de Hertaing, livre la ville aux forces d'Ambrogio Spinola. Les 3 000 défenseurs de la ville ont droit aux honneurs de la guerre et sont autorisés à se rendre à Flessingue. La victoire aura coûté quelque 55 000 hommes aux Espagnols.

## Les techniques poliorcétiques utilisées à Ostende

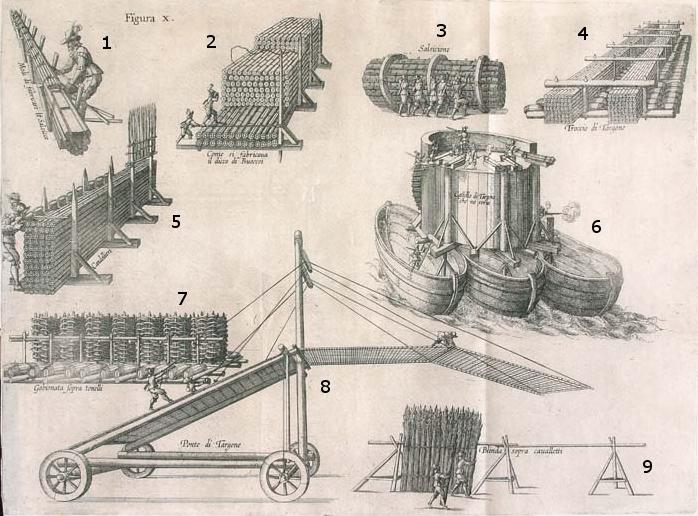
Les machines de guerre imaginées par l'architecte italien, Pompeo Targone, durant le siège d'Ostende

À cette époque, la méthode habituelle pour faire le siège d'une ville fortifiée, était de creuser des tranchées jusqu'au pied des murs et d'y placer des mines sous leur fondations. Pour Ostende, la situation était quelque peu différente. La ville était entourée de fossés, de canaux et de marécages. Impossible donc d'appliquer les techniques traditionnelles. Les ingénieurs militaires ont été contraints de mettre au point de nouvelles méthodes pour faciliter la conquête. L'architecte italien Pompeo Targone (en), au service des troupes espagnoles, imagina plusieurs appareils pour parvenir à cette fin (voir l'illustration).
Figures 1 et 3 : Des fascines, structures en osier remblayées de pierre et de terre, furent utilisées dans la partie ouest de la ville pour permettre un cheminement à travers l'Old Haven.
Figures 2 et 4 : À l'est de la ville, le canal de Geule, plus profond et plus large que l'Old Haven, ne permettait pas d'employer la même technique. Les troupes du comte de Bucquoy, profitant des marées basses, construisirent une digue vers la ville barrage sur laquelle furent disposées des pièces d'artillerie destinées à empêcher l'entrée des navires dans le port.
Figure 6 : Des canons montés sur des bateaux devait entrer dans les canaux pour bombarder la ville au plus près. Lors de son voyage inaugural, la machine coula avant de tirer le premier coup de feu.
Figure 8 : Pont-levis mobile, connue sous le nom de pont de Targone ; Spinola lui-même avait noté qu'un seul projectile d'artillerie néerlandaise atteignant une roue suffisait pour le détruire.

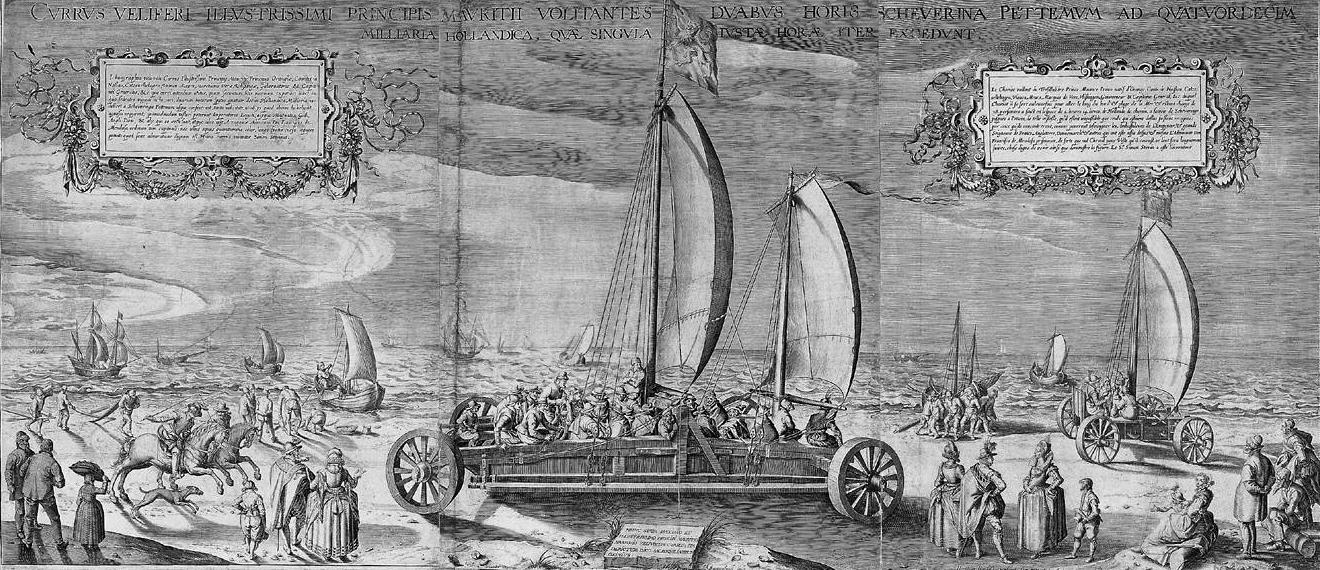
Le char à voile de Simon Stevin

Pendant ce temps, les assiégés ne baissaient pas les bras : la réparation incessante des murs extérieurs endommagés par l'artillerie et l'érection de la muraille intérieure nécessitait de nombreux matériaux. À la mi-1604, la plupart des bâtiments d'Ostende, y compris une église avait été démantelée et les pierres et les poutres réutilisés dans la reconstruction des défenses de la ville.
Cette époque de la fin de la Renaissance était propice à de nombreuses avancées technologiques. Le char à voile, véhicule amphibie conçu par Simon Stevin, fut testé avec succès par Maurice de Nassau lui-même en 1602.

## Suites et conséquences
Le siège d'Ostende fut une campagne à part entière de la guerre de Quatre-Vingts Ans qui eut de nombreuses répercussions dans la zone géographique environnante : ce fut une constante succession de batailles sur terre comme sur mer, un déploiement de violence, d'ingénierie militaire et d'innovations technologiques, d'espionnage et de missions diplomatiques pour obtenir un soutien financier, de mutineries et de désertions dans les deux camps. « L'école militaire de l'Europe », « l'école de la guerre », « la nouvelle Troie », « le grand carnaval de la mort », sont quelques-uns des qualificatifs utilisés par les chroniqueurs de l'époque pour désigner le siège d'Ostende. Ce fut l'une de campagne militaire les plus coûteuses de l'époque moderne. 
Les troupes espagnoles eurent à déplorer plus de 40 000 morts, tant dus aux blessures qu'à des maladies. Du côté des assiégés, les pertes sont assez difficiles à établir étant donné qu'environ 3 000 navires abordèrent à Ostende pendant la durée du siège, assurant l'évacuation des blessés et des malades. Quoi qu'il en soit, la plupart d'entre eux ne devaient survivre plus de quelques jours. On peut toutefois supposer que les victimes furent aussi nombreuses du côté néerlandais que du côté espagnol. 
Avec la chute d'Ostende, la dernière place forte protestante dans le sud des Pays-Bas disparaît. Les protestants doivent quitter le pays (surtout à L'Écluse et Aardenburg) ou se convertir au culte catholique. Cela scelle le départ de quelque 250 000 protestants vers le nord, mais aussi en Angleterre, ou en Allemagne.
Les conséquences politiques de la conquête d'Ostende semblent plus favorables aux Espagnols. Toutefois, les combats ont bel et bien affaibli les deux partis, de sorte qu'ils doivent bien vite songer à un cessez-le-feu. Les pourparlers de paix entamés à La Haye en 1608 sous la médiation de l'Angleterre et de la France aboutissent le 9 avril 1609 à une trêve de douze ans.

## Le siège d'Ostende dans la littérature et les arts
- François de Malherbe, Prosopopée d'Ostende, 1604[7]